# Пешково (Грязовецкий район)
Пе́шково — деревня в Грязовецком районе Вологодской области России.
Входит в состав Перцевского муниципального образования, с точки зрения административно-территориального деления — в Перцевский сельсовет.
Расстояние по автодороге до районного центра Грязовца — 12 км, до центра муниципального образования Слободы — 2 км. Ближайшие населённые пункты — Волково, Галкино, Шевяково.
По данным переписи в 2002 году постоянного населения не было.